# Gran Turismo 4
Gran Turismo 4 (グランツーリスモ4?, Guran Tsūrisumo Fō), noto anche con le iniziali GT4, è un videogioco simulatore di guida del 2004 (in Europa e in Nord America è stato distribuito a partire dal 2005), sviluppato da Polyphony Digital e pubblicato da Sony Computer Entertainment per PlayStation 2. Si tratta del quarto capitolo principale della fortunata serie di videogiochi Gran Turismo.
Il titolo è stato commercializzato in due versioni differenti: Gran Turismo 4: Prologue e Gran Turismo 4: The Real Driving Simulator.
Rispetto al suo predecessore, Gran Turismo 4 è un prodotto di maggiore qualità tecnica sotto diversi punti di vista; inoltre sono stati aggiunti nuovi tracciati. Il gioco supporta anche il rapporto d'aspetto 16:9 e nella versione NTSC anche la risoluzione 1080i.
Gran Turismo 4 è giocabile anche sulle prime versioni della PlayStation 3.

## Altre versioni

### Prologue
Il rilascio mondiale di GT4 fu inizialmente annunciato per Natale 2003, ma fu successivamente posticipato. Polyphony decise, allora, di realizzare una versione ridotta del gioco, denominata Gran Turismo 4: Prologue, che fu pubblicata su DVD nel 2003.
Le auto disponibili sono 64, tra cui Mazda, Subaru, Mitsubishi, Nissan, Volkswagen, Lancia, Daihatsu, Honda, Toyota, Mercedes-Benz e Dodge. 11 vetture sono disponibili all'inizio del gioco, le altre diventano utilizzabili in modalità arcade se si completa una lezione; completando tutti gli ori in ogni porzione, si ottiene una concept car.
Le piste disponibili sono cinque: Tsukuba Circuit, New York, Grand Canyon (percorso su sterrato), Fuji Speedway e un percorso cittadino di Assisi (Italia).

### Online test version
Inizialmente era prevista una modalità multiplayer online all'interno del gioco, ma essa fu rimpiazzata da una modalità multiplayer via LAN. Nell'estate 2006, Polyphony distribuì in Giappone ed in Corea del Sud una versione limitata del gioco, denominata Gran Turismo 4 Online test version. In questo modo, gli sviluppatori poterono realizzare alcuni esperimenti online per Gran Turismo 5 Prologue.

## Modalità di gioco
Sono previste due modalità di gioco: Arcade e Gran Turismo.

### Arcade
Il giocatore ha a disposizione un numero piuttosto elevato di vetture che riproducono, in maniera fedele, le caratteristiche di modelli di automobili realmente esistenti. Con queste vetture può partecipare a gare a diversi livelli di difficoltà, sfidare altri giocatori o provare qualunque circuito desideri.
È possibile scegliere tra 4 tipi di tracciati su cui correre: circuiti mondiali, originali, cittadini, su sterrato e neve.

### Gran Turismo
Nella seconda modalità (che racchiude il vero cuore del gioco) il giocatore è un pilota alle prime armi che, per poter raggiungere il successo deve affrontare, l'una dopo l'altra una serie di prove di abilità. Il conseguimento di patenti di guida sempre più specialistiche permette al giocatore di accedere alle corse più prestigiose; parallelamente, i montepremi dei Gran Premi vinti consentono l'acquisto di vetture sempre più veloci e costose o di modificare, in maniera anche radicale, le vetture già in proprio possesso.
Altri elementi di successo sono: la possibilità di utilizzare, oltre ad auto sportive, anche modelli di automobili assolutamente comuni; la possibilità di intervenire in maniera radicale sul setup delle vetture; la possibilità, al conseguimento di determinati risultati sportivi, di sbloccare nuove vetture e nuovi circuiti; non ultima la possibilità di importare le proprie patenti da una versione di GT alla successiva, creando quindi una continuità fra le diverse versioni del gioco.
Questa versione possiede inoltre la funzionalità di rete e permette di affrontare online altri giocatori e la possibilità di scattare delle foto alle auto del proprio garage.

#### Modalità B-Spec
Alla modalità di guida classica pilota è stata aggiunta ed integrata una nuova modalità denominata B-Spec, che al contrario della classica A-Spec, permette al giocatore di vestire non i panni del pilota, bensì quelli del manager.
Il pilota che si gestisce acquista abilità man mano che lo si fa correre. Questa acquisizione di abilità sarà visibile in un miglioramento dello stile di guida (da una guida "sporca" e piena di errori ad una guida più "pulita" e precisa, anche nelle situazioni al limite, come la guida con le gomme molto usurate o al ritmo massimo). Se faremo correre al nostro pilota sempre la stessa gara la sua abilità salirà gradualmente sempre meno sino ad arrivare alla crescita zero.
Attraverso un'interfaccia funzionale e dinamica, sarà possibile ordinare al pilota l'assetto da gara (cinque disponibili, da una guida a tutto gas ad un ritmo lento e controllato) che dovrà adottare in ragione della posizione e dell'usura delle gomme (che varierà in base alla mescola scelta o imposta dal gioco), ma si potrà anche essere al corrente dei tempi dei giri, della quantità di benzina residua nel serbatoio, dei distacchi e ovviamente dell'usura degli pneumatici.
Questa nuova modalità permette d'affrontare le gare in modalità Resistenza, caratterizzate da una durata eccezionale, senza dover fisicamente partecipare a tutta la gara; il pilota gestito è indipendente e, salvo precisi ordini, si reca automaticamente ai box.

#### Tipi di gare
In Gran Turismo sono presenti vari tipi di competizione:
- Circuiti di prova: Qui ci si può allenare senza scopo competitivo, al fine di migliorare la tecnica;
- Test patenti: In questi tracciati sarete da soli contro il tempo, al fine di poter superare le prove per le varie patenti;
- Concessionarie: Le varie case produttrici organizzano gare con i loro modelli più famosi. Abbastanza onerose in quanto le modifiche non sono ripagate dai premi ricevuti;
- Nazionali: Qui si gareggia contro auto di una sola nazionalità nelle varie categorie (ad esempio turbo, motori ad aspirazione naturale e così via). Pagate meglio rispetto alle corse di concessionaria, consentono di rientrare delle spese;
- Categorie: Gare divise in base alla difficoltà: amatoriale, professionista, estremo. Premi soddisfacenti;
- Resistenza: Gare caratterizzate da tempi estenuanti (un elevato numero di giri o un numero di ore prefissato) giocate sulla potenza dell'auto e sulla strategia di gestione dei vari pit stop. In questa categoria la modalità B-spec permette di completarle senza dover fisicamente sostenere tutte le ore di gara. Sono le gare meglio pagate e con le auto-premio più prestigiose. Le gare più lunghe del gioco sono la 24 Ore di Le Mans e la 24 Ore del Nürburgring Nordschleife.

Con la quarta versione del gioco sono state introdotte altre due tipologie:
- Condizioni speciali: Oltre al classico rally già visto nei precedenti capitoli per la prima volta si corre anche sulla neve e sul bagnato;
- Missioni di guida: Determinati obiettivi da raggiungere per incrementare i punti A-spec, una novità nella serie Gran Turismo. In realtà si tratta di vere e proprie "missioni" automobilistiche.

#### Pit stop
Il pit stop, da elemento passivo (il giocatore poteva scegliere solo il momento in cui andarci, per il resto pensavano a tutto i meccanici) diventa un elemento attivo e perfettamente personalizzabile dall'utente.
Una volta imboccata la corsia del pit stop, infatti, oltre a comparire i meccanici che fisicamente compiono le azioni volute (fino ad ora la macchina veniva gestita da mani invisibili), il gioco ci pone un breve schema delle modifiche che verranno apportate (sostituzione delle gomme, rifornimento vettura, cambio di modalità da A-spec a B-spec); se vogliamo cambiarle ci bastano pochi click, altrimenti possiamo lasciare l'impostazione di default.
Questa personalizzazione del pit stop è vitale in quanto consente durate variabili e stravolge totalmente le strategie di gara; non è più necessario accumulare 40/50 secondi per potersi fermare in tranquillità ma si può optare per fermate più brevi e mirate a vari componenti (ad esempio cambiando le gomme e non rifornendo la macchina di carburante sarà più veloce e così via).

#### Protossido d'azoto
Il protossido d'azoto (N2O) è una sostanza che contiene più ossigeno dell'aria a parità di volume. Questo consente, quando iniettato nel motore, di aumentare la quantità di carburante nella miscela combustibile-comburente aspirata dal motore, aumentandone di conseguenza la potenza. La modifica, su GT, non è molto costosa (5.000 crediti), e quando utilizzata l'aumento di potenza è di circa 20-30CV ampliabile sino a 40 e persino 100 per alcune vetture.
Potendo montare soltanto una bombola su un'auto, ed essendo la bombola di capienza fissa, la durata della stessa è stabilita dalla concentrazione di protossido d'azoto che decidiamo di immettere nel motore al momento dell'uso. Più la concentrazione sarà alta, maggiore sarà l'incremento di potenza, a fronte però di un rapido consumo della bombola. Se la concentrazione invece è bassa, l'incremento di potenza sarà minore, ma la durata della bombola sarà sensibilmente maggiore.
Dato che il protossido d'azoto si consuma velocemente e la bombola non si può ricaricare se non all'inizio di ogni gara, esso può costituire solo un'integrazione alle prestazioni dell'auto, e non una modifica sulla quale contare costantemente.
Il NOS (N2O) risulta utilissimo per effettuare dei sorpassi difficili o per uno sprint in rettilineo. È poco utile nelle partenze poiché le ruote motrici si trovano a pattinare se la macchina è priva di TCS (Traction Control System)
La modifica si trova nella sezione Motore.

#### Modalità foto
È possibile attraversare i circuiti preferiti con la propria auto, scattare foto e memorizzarle su pendrive; possono anche essere stampate direttamente con una stampante apposita.

#### Condivisione dati
Il gioco, se rileva salvataggi presenti sulla Memory Card di Gran Turismo 3, permette di importare 100000 crediti e di sbloccare le prime due patenti nazionali.

## Auto
Il numero di vetture è enorme, grazie al fatto dell'aggiunta, oltre ai nuovi modelli, di macchine d'epoca (tra cui la Benz Patent Motorwagen, vettura del 1886 della Benz, allora non ancora unitasi con la Daimler oppure la Ford Model T del 1915 o ancora la Fiat 500 e l'Autobianchi A112) per un totale che supera le 700 vetture disponibili. Per quanto riguarda il sonoro, non sono stati apportati cambiamenti sostanziali.
Rispetto a Gran Turismo 3: A-Spec sono presenti l'ESP e l'EBD per un maggior controllo del comportamento delle automobili su strada, tuttavia sono regolabili o disattivabili per avere una simulazione migliore.

## Tracciati
All'interno del gioco sono presenti 51 tracciati, alcuni dei quali sono stati inventati dagli sviluppatori. Importanti tracciati reali sono Nürburgring Nordschleife, Suzuka Circuit e Circuit de la Sarthe (nella versione con le chicane e quella senza). Esistono inoltre tracciati ambientati in alcune località urbane, quali New York, Hong Kong, Seattle.
Il circuito di Hong Kong è ambientato nel distretto di Tsim Sha Tsui, inizia a Salisbury Road e passa attraverso Nathan Road.
Il circuito di Città d'Aria è ambientato ad Assisi. Esso inizia e si conclude nella piazza di fronte al tempio Minerva. Poco prima della linea d'inizio, vi è una scritta sull'asfalto, tracciata con il gesso:
Nel circuito di Seattle il Kingdome, precedente dimora dei Seattle Mariners, è visibile a fianco del loro stadio attuale, Safeco Field.
Una sezione del circuito ambientato a Opera di Parigi fu attraversata da Claude Lelouch nel film C'etait un rendez-vous.

## Accoglienza
La rivista Play Generation diede al gioco un punteggio di 94/100, trovando oltre 700 auto perfettamente riprodotte per un vero e proprio capolavoro.

### Vendite
Nel primo mese di vendita il gioco vendette 3 milioni di copie in Europa. Al 31 dicembre 2010, Gran Turismo 4 ha venduto 6,68 milioni di copie in Europa, 3,06 milioni in America del Nord, 1,27 milioni in Giappone e 180.000 nel resto dell'Asia, per un totale di circa 11,19 milioni di copie. La versione "Prologue", invece, ha venduto 790.000 copie in Giappone, 450.000 in Europa e 160.000 nel resto dell'Asia, per un totale di circa 1,4 milioni.